# كريزتيان أدوريان
كريزتيان أدوريان (بالمجرية: Adorján Krisztián)‏ هو لاعب كرة قدم مجري في مركز الوسط، ولد في 19 يناير 1993 في بودابست في المجر. شارك مع منتخب المجر تحت 17 سنة لكرة القدم ومنتخب المجر تحت 19 سنة لكرة القدم ومنتخب المجر تحت 21 سنة لكرة القدم. أما مع النوادي، فقد لعب مع نادي بودابست ونادي غرونينغن ونادي ليفربول ونادي نوفارا.

## وصلات خارجية
- كريزتيان أدوريان على موقع اتحاد المجر (الهنغارية)
- كريزتيان أدوريان على موقع قاعدة بيانات كرة القدم.إي يو (الإنجليزية)
- كريزتيان أدوريان على موقع Soccerbase.com (لاعب) (الإنجليزية)
- كريزتيان أدوريان على موقع Soccerway.com (الإنجليزية)
- كريزتيان أدوريان على موقع عالم كرة القدم.نت (الإنجليزية)